# Vena safena menor
La vena safena menor (también llamada vena safena externa) es una de las venas superficiales del miembro inferior de la anatomía humana. Se encuentra en la pierna más precisamente.

## Recorrido
Se origina como continuación de la vena dorsal externa en el pie. Es también llamada Vena safena parva, vena safena menor o vena safena externa
Se ubica en el canal retromaleolar externo junto con el nervio safeno externo que la acompaña en su trayecto por la cara posterior de la pierna.
Se coloca en el surco que separa los músculos gemelos y alcanza el hueco poplíteo, perforando la aponeurosis y desemboca la mayoría de las veces en la vena poplítea. No obstante, son muy comunes las variaciones en su sitio de afluencia al sistema venoso profundo lo que es de gran importancia ya que cambia la forma de abordaje quirúrgico en caso de insuficiencia de este vaso, obviar este detalle es caso frecuente de recurrencia varicosa.
La vena safena parva se origina del arco venoso dorsal del pie, luego se curva hacia arriba un poco lateral al tendón calcaneo y se pega a la línea media por la parte posterior de la pierna hasta llegar a la región inferior de la fosa poplitea en donde perfora a la fascia profunda puede terminar en la vena poplítea o la vena femoral, o ascender superficial como afluente de la vena safena mayor.